# Unbiun
Unbiun (Ubu, ang. unbiunium) – hipotetyczny pierwiastek chemiczny o liczbie atomowej 121.

## Konfiguracja elektronowa
Zakładając, że grupa 3 układu okresowego zawiera skand, itr, lantan i aktyn, unbiun byłby kolejnym pierwiastkiem tej grupy. Prosta ekstrapolacja obliczonych poziomów energetycznych orbitali dla pierwiastków poprzedzających Ubu w grupie wskazywałaby, że jego konfiguracja elektronowa w stanie podstawowym powinna kończyć się obsadzeniem 7d18s2. Ze względu jednak na stabilizację orbitalu 8p w wyniku efektów relatywistycznych korzystniejsza energetycznie jest konfiguracja 8s2p1, choć różnica w energiach jest bardzo mała. Pomimo że nie zawiera elektronów na orbitalu 5g, zalicza się go do bloku g, którego jest pierwszym elementem, a pierwiastek 138 ostatnim. Przewidywanym stopniem utlenienia Ubu w związkach z fluorowcami jest III, stabilny powinien być także UbuF (analogicznie do AcF).

## Możliwość syntezy

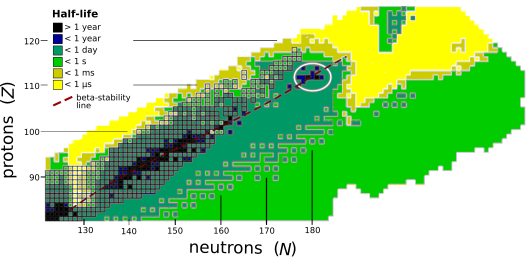
Eksperymentalna i teoretyczna stabilność jąder atomowych. Izotopy znane oznaczone są obramowaniem. Białym owalem oznaczono pierwszą wyspę stabilności.

Unbiun jest prawdopodobnie ostatnim pierwiastkiem, który można będzie otrzymać i wykryć metodami opracowanymi dla pierwiastków o liczbie atomowej < 120. Możliwość jego otrzymania jest jednak wątpliwa z powodu niezwykle małego przekroju czynnego przy bombardowaniu dostępnych aktynowców jądrami cięższymi niż 48
Ca oraz przewidywany bardzo krótki czas połowicznego rozpadu, prawdopodobnie krótszy niż kilka mikrosekund koniecznych dla przejścia jądra przez separator. Obliczenia wskazują przy tym, że izotopy 299
Ubu, 300
Ubu i 301
Ubu są najcięższymi jądrami (osiągalnymi obecnie stosowanymi technikami), których czas życia jest dłuższy niż 1 μs. Przewiduje się, że trwalsze superciężkie jądra występują w obszarze tzw. wysp stabilności, charakteryzujących się znacznie większą liczbą neutronów, niż w jądrach uzyskiwanych współcześnie. W granicach drugiej wyspy stabilności znajdują się też dłużej żyjące izotopy Ubu.
Pierwsza próba jego uzyskania podjęta została w 1977 r. w Instytucie Badań Ciężkich Jonów w Darmstadt w Niemczech. Izotop 238
U bombardowano jonami miedzi 65
Cu, jednak nie zaobserwowano jąder 121, oczekiwanych w reakcji:
238
U + 65
Cu → 303
Ubu*